# The Strong Man
The Strong Man is een Amerikaanse filmkomedie uit 1926 en was het regiedebuut van Frank Capra.

## Verhaal
Een Belgische soldaat krijgt tijdens de Eerste Wereldoorlog brieven van een meisje uit de Verenigde Staten. Hij wordt verliefd op haar zonder haar ooit te hebben ontmoet. Na de oorlog reist hij naar de Verenigde Staten als assistent van een krachtpatser. Hij hoopt zijn pennenvriendin op die manier te vinden.

## Rolverdeling
| Acteur           | Personage       |
| ---------------- | --------------- |
| Harry Langdon    | Paul Bergot     |
| Priscilla Bonner | Mary Brown      |
| Gertrude Astor   | Lily            |
| William V. Mong  | Joe             |
| Robert McKim     | McDevitt        |
| Arthur Thalasso  | Zandow de Grote |